# Ягеллонский университет
Ягелло́нский университе́т (пол. Uniwersytet Jagielloński, лат. Universitas Jagellonica Cracoviensis) или Краковский университет — высшее учебное заведение в Кракове, древнейшее и одно из самых крупных в Польше, одно из старейших в Европе.

## История
Грамота об основании университета была издана 12 мая 1364 года Казимиром III. Было создано одиннадцать кафедр: восемь правоведческих, две медицинские и одна — свободных искусств. На создание кафедры богословия тогда ещё не было получено разрешения папы. Главой университета, призванным заботиться о его деятельности и дальнейшем развитии, стал канцлер королевства. Были начаты организационные и строительные работы. Однако они приостановились после смерти короля, а период правления Людовика Венгерского оказался для развития университета не самым благоприятным.
26 июля 1400 года король Польши и великий князь Литовский Владислав Ягелло, благодаря пожалованиям королевы Ядвиги, возобновил деятельность университета (чем и объясняется его название — Ягеллонский университет), что имело особое значение не только для Польши но и для великого княжества Литовского (ещё не были основаны ни Кёнигсбергский (1544) ни Виленский университеты (1579). Краковский университет был главной высшей школой для молодёжи из княжества. Ягелло оказывал поддержку литвинам, обучавшимся в университете: в 1409 г. он поручил выделить дом для размещения бедных студентов, особенно тех, которые «прибыли из Литвы и Руси». До середины XV в. в Краковском университете обучалось около 70 юношей из Литвы из мещанского сословия, а также представители шляхты (князья Гедройцы, Сапеги, Свирские, Гольшанские). А Герман, князь Гедройцкий, был назначен королевской семьёй (четвёртая жена короля Ягелло София Гольшанская была двоюродной сестрой князя Германа) попечителем Ягеллонского Университета.
Первоначально университет назывался Studium Generale,
затем Краковской академией (пол. Akademia Krakowska),
позднее Главной школой коронной (пол. Szkoła Główna Koronna).
В XIX веке получил своё нынешнее название Ягеллонского, подчёркивающее связь с династией Ягеллонов.
6 ноября 1939 года в рамках операции Sonderaktion Krakau нацистские власти арестовали и отправили в концлагерь Заксенхаузен 144 преподавателя. Во время Второй мировой войны университет был закрыт. Занятия в университете возобновились в 1945 году после занятия Кракова Красной Армией. В 1950—1954 годах несколько факультетов были преобразованы в самостоятельные университеты.
В 1977 году, после гибели студента-оппозиционера Станислава Пыяса, Ягеллонский университет стал центром движения Студенческих комитетов солидарности, в 1980 году — Независимого союза студентов
Современность
Университет входит в ассоциацию университетов Европы Утрехтская сеть.

## Факультеты

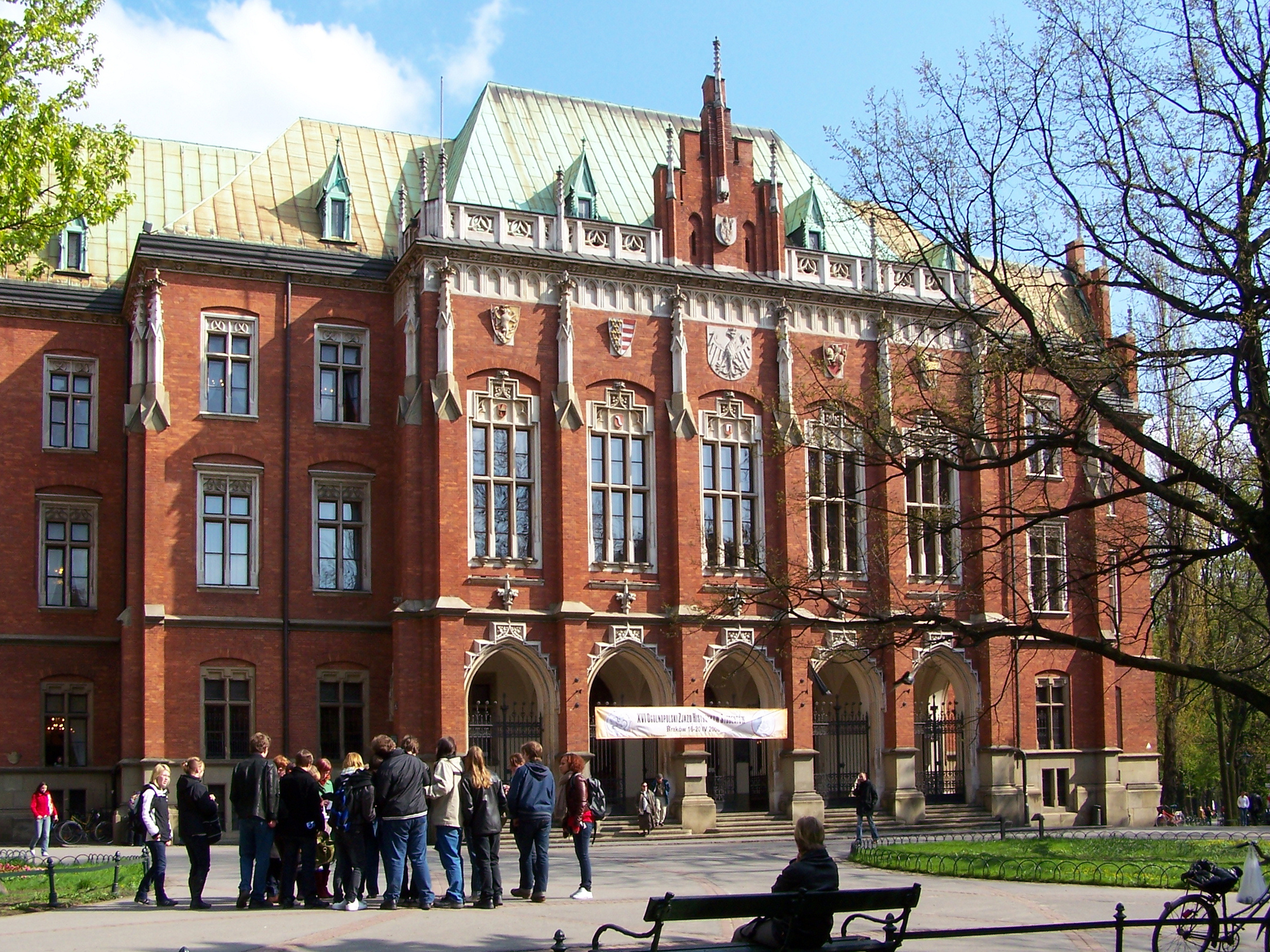
Здание Collegium Novum

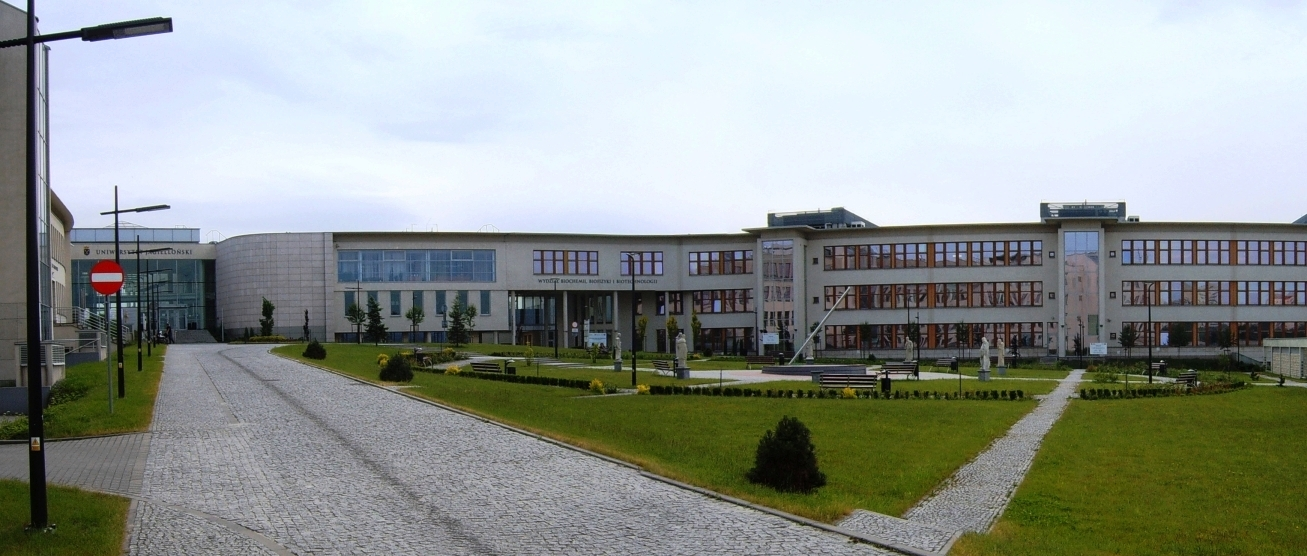
Кампус 600-летия обновления Ягеллонского университета

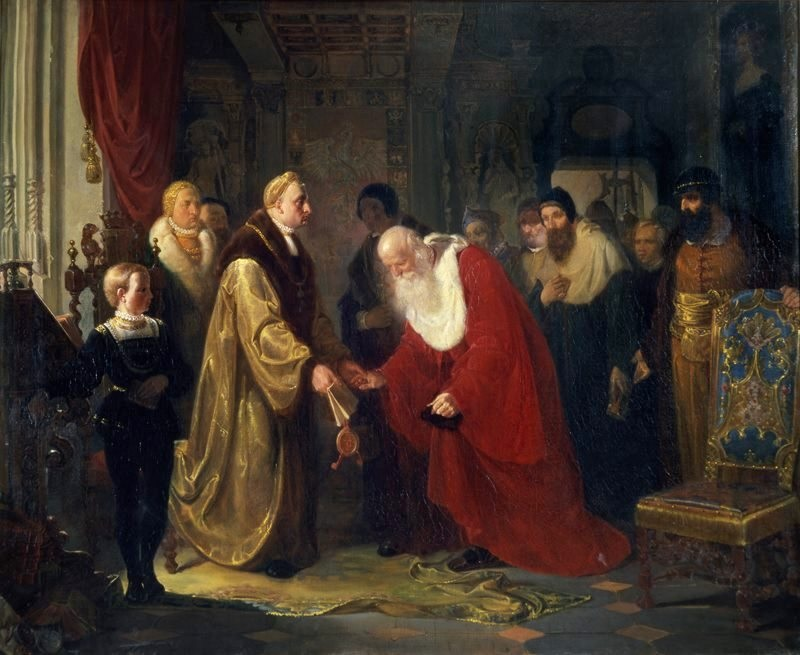
Сигизмунд I жалует шляхетство профессорам Ягеллонского университета. Картина Яна Матейко

В настоящее время Ягеллонский университет (включая Collegium Medicum UJ) имеет 15 факультетов:
- Факультет права и администрации (пол. Wydział Prawa i Administracji)
- Философский факультет (пол. Wydział Filozoficzny)
- Факультет физики, астрономии и прикладной информатики (пол. Wydział Fizyki, Astronomii i Informatyki Stosowanej)
- Исторический факультет (пол. Wydział Historyczny)
- Филологический факультет (пол. Wydział Filologiczny)
- Факультет полонистики (пол. Wydział Polonistyki)
- Факультет математики и информатики (пол. Wydział Matematyki i Informatyki)
- Факультет химии (пол. Wydział Chemii)
- Факультет биологии и наук о земле (пол. Wydział Biologii i Nauk o Ziemi)
- Факультет управления и социальной коммуникации (пол. Wydział Zarządzania i Komunikacji Społecznej)
- Факультет международных и политических исследований (пол. Wydział Studiów Międzynarodowych i Politycznych)
- Факультет биохимии, биофизики и биотехнологии (пол. Wydział Biochemii, Biofizyki i Biotechnologii)
- Медицинский колледж[пол.] (лат. Collegium Medicum)
  - Лечебный факультет (пол. Wydział Lekarski)
  - Фармацевтический факультет (пол. Wydział Farmaceutyczny)
  - Факультет наук о здоровье (пол. Wydział Nauk o Zdrowiu)

Университет осуществляет подготовку по 46 направлениям и 127 специализациям. На 2010 год в Ягеллонском университете обучалось 49 379 студентов.

## Библиотека Ягеллонского университета
Библиотека университета — одна из крупнейших и старейших в Польше, имеет более 6 млн единиц хранения. В фондах библиотеки большая коллекция средневековых рукописей, среди которых, например, De revolutionibus orbium coelestium Коперника, Кодекс Балтазара Бехема. Здесь есть большое собрание литературы польского самиздата времена коммунистической власти (1945—1989). К библиотеке относятся фонды так называемой Берлинки, статус которой остается спорным.

## Музеи университета
- Музей Фармации Коллегиум Медикум;
- Музей Ягеллонского университета.

## Ректоры
- 1400—1401 — Станислав из Скальбмежа
- 1401—1402 — Ян Вайдута
- 1406—1407 — Миколай из Пыздры
- 1413—1414 — Станислав из Скальбмежа
- 1510—1511 — Адам из Ловича
- 1595‒1596 — Видавский, Валентин
- 1600‒1601 — Видавский, Валентин
- 1636—1652 — Брожек, Ян[3]
- 1835—1837 — Ланцуцкий, Викентий-Иосиф[4]
- 1837—1839 — Матакевич, Антони Миколай
- 1878—1879 — Шуйский, Юзеф
- 1891—1892 — Мадейский-Порай, Станислав
- 1900—1901 — Мацей Якубовский[пол.]
- 1901—1902 — Янчевский, Эдуард Франц
- 1902—1903 — Тадеуш Громницкий[пол.]
- 1903—1904 — Эдмунд Кжымуский[пол.]
- 1904—1905 — Наполеон Цыбульский
- 1905—1906 — Стефан Павлицкий
- 1906—1907 — Казимир Моравский[пол.]
- 1907—1908 — Франц Габриль[пол.]
- 1908—1909 — Франц Фьерик[пол.]
- 1909—1910 — Йозеф Лазарский[пол.]
- 1910—1911 — Август Витковский
- 1911—1912, 1916—1917 — Шайноха, Владислав
- 1912—1913 — Фридерик Золл[пол.]
- 1913—1916 — Казимир Костанецкий[пол.]
- 1917—1918 — Казимир Зоравский[пол.]
- 1918—1919 — Мацей Синятыцкий[пол.]
- 1919—1921 — Станислав Эстрейхер
- 1921—1922 — Новак, Юлиан
- 1922—1923 — Владислав Натансон[пол.]
- 1923—1924 — Лось, Ян
- 1924—1925 — Казимир Циммерман[пол.]
- 1925—1926 — Михал Ростворовский[пол.]
- 1926—1928 — Мархлевский, Леон Павел
- 1928—1929 — Калленбах, Юзеф
- 1929—1930 — Генрик Фердинанд Хойер[пол.]
- 1930—1931 — Эдмунд Залеский[пол.]
- 1931—1932 — Константы Михальски[пол.]
- 1932—1933 — Кутшеба, Станислав
- 1933—1936 — Станислав Мажярский[пол.]
- 1936—1938 — Шафер, Владислав
- 1938—1939 — Лер-Сплавинский, Тадеуш (избран 9 мая 1939 года на учебные годы 1939/1940-1940/1941)
- 1942—1945 — Шафер, Владислав (исполнял обязанности ректора Тайного университета)
- 1945—1946 — Лер-Сплавинский, Тадеуш
- 1946—1948 — Францик Вальтер[пол.]
- 1948—1956 — Мархлевский, Теодор
- 1956—1958 — Зигмунт Гроджинский[пол.]
- 1958—1962 — Стефан Гжыбовский[пол.]
- 1962—1964 — Казимир Лепший[пол.]
- 1964—1972 — Мячислав Климашевский[пол.]
- 1972—1977 — Карась, Мечислав
- 1977—1981 — Мячислав Хесс[пол.]
- 1981—1987 — Йозеф Анджей Геровский[пол.]
- 1987—1990 — Александр Кой
- 1990—1993 — Анджей Пельцар[пол.]
- 1993—1999 — Кой, Александр
- 1999—2002 — Франц Зейка[пол.]
- 2002—2020 — Войцех Новак
- 2020—н.в. — Яцек Попел

## Известные выпускники
- Адам из Ловича — польский медик, гуманист, философ и писатель XV—XVI вв.
- Бар, Ежи — польский дипломат, посол Польши в России
- Бильчевский, Иосиф — архиепископ Львова; Святой
- Бой-Желенский, Тадеуш — польский писатель и переводчик
- Бялковский, Леон (1885—1952) — польский ученый-историк, архивист, академик
- Вадовита, Мартин — польский богослов
- Виержейский, Антон — польский зоолог.
- Гетингер, Людвик Рох — блаженный, священник, мученик.
- Глинский, Казимир — польский беллетрист, поэт, драматург и романист.
- Ян Длугош — первый польский историк
- Дэвис, Норман — британский историк
- Заблоцкая, Ванда — польский ботаник, миколог, фитопатолог
- Занусси, Кшиштоф — кинорежиссёр
- Знанецкий, Флориан Витольд — социолог и философ
- Иоанн Павел II — папа римский
- Карпач, Ежи — последний начальник Службы безопасности ПНР
- Козловский, Януш Кшиштоф — археолог.
- Колбуш, Томаш — один из зачинателей польского Интернета
- Коперник, Николай — астроном, математик и экономист
- Кохановский, Ян — писатель и поэт эпохи Возрождения
- Ланге, Оскар — экономист
- Лем, Станислав — писатель-фантаст
- Лужкевич, Владислав — польский художник.
- Маковский, Тадеуш — польский художник
- Малиновский, Бронислав Каспар — британский антрополог.
- Новак, Тадеуш — поэт и переводчик.
- Панцер, Фелициан Феликс — военный инженер.
- Посвятовская, Халина — поэтесса
- Реман, Антоний — географ, геоморфолог, геоботаник, путешественник.
- Скорина, Франциск Лукич — белорусский первопечатник и просветитель
- Скшиньский, Александр — премьер-министр Польши
- Ян III Собеский — король Польши
- Халбан, Хенрик — невролог и психиатр
- Чех, Юзеф — математик, педагог
- Циранкевич, Юзеф — политик, премьер-министр ПНР
- Шимборская, Вислава — поэтесса; лауреат Нобелевской премии.
- Штур, Ежи — актёр и режиссёр
- Шиманьская, Беата — писательница и историк философии
- Яронь, Бронислав — палеоботаник.
- Гжегожевская, Мария — психолог, создатель социальной педагогики в Польше

## Известные преподаватели
- Банахевич, Тадеуш — астроном.
- Блюменсток-Хальбан, Леон — медик.
- Бреславский, Михаил — польский математик, схоластик и астролог.
- Ваххольц, Леон — медик
- Вишневский, Михаил — писатель и политический деятель
- Войцех из Брудзева — астроном и теолог
- Врублевский, Сигизмунд-Флорентин Антонович — физик и химик
- Глоговчик, Ян (1445—1507) — астроном, математик, богослов, философ и врач.
- Грушецкий, Антон Антонович — ректор, профессор живописи
- Заремба, Станислав — математик, иностранный член АН СССР.
- Йордан, Генрик — гинеколог и акушер.
- Кржижановский, Станислав Филипп Яков — археолог
- Круковский, Стефан (1890—1982) — археолог
- Лемпицкий, Станислав — писатель, философ
- Ормицкий, Виктор — географ и демограф
- Пекосинский, Францишек — историк, геральдист
- Стернбах, Леон — филолог, византивист
- Третяк, Юзеф — филолог, литературовед.
- Яскевич, Иоганн Доминик Пётр — химик